# Abattoir Blues/The Lyre of Orpheus
Abattoir Blues/The Lyre of Orpheus jest trzynastym albumem studyjnym nagranym przez zespół Nick Cave and the Bad Seeds. Jest to podwójny album, zawierający 17 utworów (9 na Abattoir Blues oraz 8 na The Lyre of Orpheus), został wydany 20 września 2004.
Album ten został nagrany przez producenta Nicka Launaya w Studio Ferber w Paryżu wiosną 2004 przez zespół w składzie Nick Cave, Mick Harvey, Thomas Wydler, Martyn Casey, Conway Savage, Jim Sclavunos, Warren Ellis oraz James Johnston. Jest to pierwszy album nagrany po odejściu Blixy Bargelda wieloletniego członka zespołu. Na kompozycjach z pierwszej płyty partie perkusji wykonuje Wydler, na drugiej -  Sclavunos.

## Lista utworów

### Dysk 1:Abattoir Blues
1. „Get Ready for Love” (Cave, Ellis, Casey, Sclavunos) – 5:05
2. „Cannibal's Hymn” (Cave) – 4:54
3. „Hiding All Away” (Cave) – 6:31
4. „Messiah Ward” (Cave) – 5:14
5. „There She Goes, My Beautiful World” (Cave) – 5:17
6. „Nature Boy” (Cave, Ellis, Casey, Sclavunos) – 4:54
7. „Abattoir Blues” (Cave, Ellis) – 3:58
8. „Let the Bells Ring” (Cave, Ellis) – 4:26
9. „Fable of the Brown Ape” (Cave) – 2:45

### Dysk 2:The Lyre of Orpheus
1. „The Lyre of Orpheus” (Cave, Ellis, Casey, Sclavunos) – 5:36
2. „Breathless” (Cave) – 3:13
3. „Babe, You Turn Me On” (Cave) – 4:21
4. „Easy Money” (Cave) – 6:43
5. „Supernaturally” (Cave) – 4:37
6. „Spell” (Cave, Ellis, Casey, Sclavunos) – 4:25
7. „Carry Me” (Cave) – 3:37
8. „O Children” (Cave) – 6:51

## Skład zespołu
- Nick Cave – śpiew, pianino
- Martyn P. Casey – gitara basowa
- Warren Ellis – skrzypce, mandolina, buzuki, flet
- Mick Harvey – gitara
- James Johnston – organy
- Conway Savage – pianino
- Jim Sclavunos – perkusja oraz instrumenty perkusyjne
- Thomas Wydler – perkusja oraz instrumenty perkusyjne

## Pozycje na listach
| Lista | Kraj   | Pozycja |
| ----- | ------ | ------- |
| OLiS  | Polska | 9       |